# Grachi: La vida es maravillosamente mágica
Grachi: La vida es maravillosamente mágica es la primera banda sonora oficial de la serie juvenil Grachi. El álbum fue lanzado el 7 de junio de 2011 en México, distribuido por EMI Music. En Argentina lo distribuyó Warner Music.
Para promover el disco se lanzó la gira Grachi: El show en vivo que recorrió toda Latinoamérica.
El álbum alcanzó el puesto número 1 en los 100 álbumes más vendidos en México, y duró más de 8 semanas posicionado. En Argentina debutó de puesto número 2 en su primera semana.
El primer sencillo del álbum, «Grachi», fue estrenado el 1 de abril de 2011 después del estreno del episodio final de Sueña conmigo.
El segundo sencillo, «Tú eres para mí» fue estrenado el 21 de julio de 2011, después de un episodio de la serie.
También fueron lanzados sencillos promocionales, "Goma de Mascar" y "Hechizo de Amor" para promocionar la serie.

## Historial y composición
“El lanzamiento de esta placa representa la gran aceptación que ha tenido nuestra audiencia con esta producción, y estamos muy orgullosos de poder traerle a todos los seguidores en la región la música de su telenovela favorita”, Tatiana Rodríguez, Vicepresidenta de programación y estrategia creativa de Nickelodeon

El álbum es una recopilación de canciones que fueron compuestas especialmente para hablar sobre los sucesos e historias de la serie. Para promocionar el álbum, el elenco principal de Grachi fue a México y cantaron algunas canciones del álbum frente a más de mil fanáticos en Hard Rock Café. También, ofrecieron una firma de autógrafos el 10 de junio de 2011 a la que asistieron más de 14 mil fanáticos de la serie.
"Grachi", tema principal interpretado por Isabella Castillo, original de Lizmary Fossi y producido por Santiago Dobles fue también adaptado al inglés para promocionar la serie en Filipinas, África y otros países de habla inglesa, interpretado por Amy Miller quien dobla el personaje de Grachi Alonso. Para el volumen 2 del álbum se lanzó una remezcla del tema, siendo también adaptado al inglés. Existen más de 5 versiones de esta canción.  
En una entrevista para CNN en español, Isabella Castillo admitió haber grabado una canción en portugués y además que había posibilidad de grabar una en italiano: 

“Grabamos una canción en portugués, nuestra canción de amor en la serie (Tú Eres Para Mí), la canción de Daniel y Grachi la cantamos en portugués y esperamos que pronto salga en Brasil”, Isabella Castillo en entrevista con Ismael Cala

Sin embargo las dos canciones jamás dieron la luz por motivos desconocidos, tiempo después en Twitter se filtró el título de la canción en portugués "Vocé Nasceu Pra Mim" la cual fue adaptada al portugués por Felipe Tichauer. 
También se filtró en 2011 un demo de una canción titulada "Las Panteras" interpretada por Isabella Castillo y producida por Santiago Dobles.
El álbum incluye 4 canciones interpretadas por el elenco original de la serie, una compilación de diferentes canciones por otros artistas compuestas especialmente para la serie (a excepción de "Enamorada" y "Somos Aire") y un par de remezclas como pistas adicionales.

## Lista de canciones
| N.º | Título                               | Intérpretes                        | Duración |  |
| 1.  | «Grachi»                             | Isabella Castillo                  | 2:54     |  |
| 2.  | «Goma de Mascar»                     | Paty Cantú                         | 2:58     |  |
| 3.  | «¿Qué Sabes?»                        | Isabella Castillo                  | 3:40     |  |
| 4.  | «Tú Eres Para Mí»                    | Isabella Castillo & Andrés Mercado | 4:07     |  |
| 5.  | «Tú & Yo»                            | Elenco de Grachi                   | 3:44     |  |
| 6.  | «Somos Aire»                         | Motel                              | 4:02     |  |
| 7.  | «Lobo»                               | Koko                               | 3:43     |  |
| 8.  | «Hechizo de Amor»                    | Ádammo                             | 3:24     |  |
| 9.  | «Las Palabras»                       | Manuela Mejía                      | 3:20     |  |
| 10. | «Llega el otoño»                     | Abril Cantilo                      | 2:42     |  |
| 11. | «Enamorada»                          | Miranda!                           | 3:15     |  |
| 12. | «Algún Día»                          | Ádammo                             | 3:12     |  |
| 13. | «Acabo de Llegar»                    | Denisse                            | 3:37     |  |
| 14. | «Goma de Mascar (Hoodie's Club Mix)» | Paty Cantú                         | 3:54     |  |

| N.º | Título        | Intérpretes     | Duración |  |
| 15. | «Puedo Volar» | Agustín Almeyda | 3:24     |  |

| N.º | Título                       | Escritor(es)  | Intérpretes        | Duración |  |
| 16. | «Grachi» (versión en inglés) | Lizmary Fossi | Amy Miller Brennan | 2:54     |  |

Para el lanzamiento en formato digital se lanzó como pista adicional un remix del tema "¿Qué Sabes?" que aparece en el episodio "La Naranjada Encantada"  con unos cambios. 
| N.º | Título                                        | Intérpretes       | Duración |  |
| 17. | «¿Qué Sabes? (Tony Choy's Magia Dance Remix)» | Isabella Castillo | 3:48     |  |

## Canciones deGrachien el show en vivo de México
- Grachi - Elenco de El Show en Vivo
- Tú Eres Para Mí - Isabella Castillo y Andrés Mercado
- Tú y Yo - Lance Dos Ramos y Sol Rodríguez
- ¿Qué Sabes? (Solo instrumental)

## Canciones deGrachien concierto de Argentina
- Grachi - Isabella Castillo, Rafael de la Fuente, Sol Rodríguez, Lance Dos Ramos, Willy Martin, Sharlene Taulé, Andrés Mercado y Ensamble
- Tú Eres Para Mí - Isabella Castillo y Andrés Mercado
- Tú y Yo - Lance Dos Ramos y Sol Rodríguez
- ¿Qué Sabes? (Solo instrumental)
- Enamorada - Sharlene Taulé y Sol Rodríguez
- Somos Aire - Willy Martin
- Lobo - Lance Dos Ramos
- Goma de Mascar - Isabella Castillo y Sharlene Taulé
- Hechizo de Amor - Rafael de la Fuente

## Sencillos
El tema principal de la serie, “Grachi”, Interpretado por Isabella Castillo, fue lanzado como el sencillo líder del álbum el 1 de abril de 2011 por Nickelodeon Latinoamérica. El segundo sencillo del álbum, “Tú Eres Para Mí”, fue lanzado el 21 de julio de 2011. Fue escrito por Tony Choy, Santiago Dobles y R. Ruiz y producido por ellos mismos. Este llegó a ser #1 en México, Colombia y Brasil, y #2 en Argentina.

## Vídeos musicales
| Título            | Año  | Director/es    |
| ----------------- | ---- | -------------- |
| “Grachi”          | 2011 | Daniel Durán   |
| “Tú Eres Para Mí” | 2011 | Danny Hastings |